# Lay Your Head on Me
Lay Your Head on Me is een nummer van het Amerikaanse dj-trio Major Lazer uit 2020, ingezongen door Mumford & Sons-zanger Marcus Mumford. Het is de vijfde single van Music Is the Weapon, het vierde studioalbum van Major Lazer.
Met "Lay Your Head on Me" was het voor het eerst dat Marcus Mumford een uitstapje maakte buiten Mumford & Sons. Het idee voor het nummer ontstond nadat Diplo en Mumford vrienden waren geworden. In de tekst van het nummer stelt Mumford iemand gerust in tijden van crisis. De plaat flopte in zowel Major Lazers thuisland de Verenigde Staten, als in Mumfords thuisland het Verenigd Koninkrijk. In het Nederlandse taalgebied werd het nummer wel een kleine hit; met een 29e positie in de Nederlandse Top 40, en een 43e positie in de Vlaamse Ultratop 50.

## Tracklijst
- Muziekdownload

1. "Lay Your Head on Me" - 3:19